# 高秉益
高秉益（英語：Koh Ping Yap，1952年—），马来西亚居銮中华中学（銮中）美术与设计科顾问，曾任銮中美设科主任。他从1989年开始到銮中执教，1994年在该校校长陈诗圣支持下创设作为技职教育的銮中美术设计科直至至今。
高秉益还提出建设“吴东土文物馆”以承传中华文化，获得两任校长陈诗圣和房良通，以及董事部的认同。他负责征求典藏品，编号、装裱、定期展出和更换各室悬挂的典藏品。吴东土文物馆之后于2002年获得开幕。

## 早期生平和社团参与
1952年出生于柔佛居銮。1972年，高秉益从居銮中华中学毕业，成为銮中高中第14届校友。1975年考获吉隆坡美术学院美术与设计系专业文凭。此外，还于2002年考取波多黎谷美联大学纯美术学士学位。1980年代，他活跃于南马的绘画艺术社群，并曾开办过素描、水墨画与立体画等主题课程。他曾任柔佛州艺术协会秘书、居銮文艺协会理事、居銮永春公会青年团理事、居銮中华公会青年团理事、居銮哈芝马南居民协会秘书、柔南居銮中华学校校友会理事。

## 教师生涯
在任时，高秉益常年推动艺术活动、包括美术展览、比赛、参访户外教学、国内外美术学院、大学的互动，为美育贡献棉力，带领校内美术团队荣获2届董总统考美术最高荣誉陈嘉庚奖，也是校园内唯一获得特殊奖的学科。他积极协助有困难的学生继续升学，培育许多优秀学生而享誉大马美术界祟高地位和懿德。《星洲日报》也曾形容銮中的美设科享誉国内。
2021年4月16日，高秉益受南方大学学院文物与艺术馆邀请出席“云端艺谈”活动。
2022年，高秉益曾表态希望能教美术直至90岁。

## 参与吴东土文物馆
高秉益担任銮中美术教师期间，协助学校推动了由书法、水墨画、油画、陶艺等作品组成的“吴东土文物馆”，并任该文物馆主任。
1987年，正在新山工作的高秉益，在銮中校长陈诗圣的支持下，邀请了马、新两地的名画家：杨可均、陈世集及谢有锡到该校进行美术讲座会。陈世集也现场挥毫，为该校留下书法及水墨画各1幅。这项举措奠定了后来文物馆开幕。
1989年到銮中服务后，在陈诗圣校长的多方配合下，通过各种管道邀请著名艺术家到该校进行美术活动，并留下众多墨宝，如马白水、钟正山、谢忝宋、苏安德等名家。由于所收藏的作品与銮中74周年收集的作品渐多，陈诗圣购买一铁橱，并贴上“銮中文物橱”收藏未装裱的作品，并委任高秉益进行整理和编号。
1999年房良通校长掌校时，决定成立文物馆，并委任高秉益担任文物馆主任以积极物色赞助人。
2002年11月15日上午10时，吴东土文物馆在多国艺术名家见证下正式开幕。高秉益接受《中国报》访问时说，设立文物馆旨在提高居銮区对文物的认识和鉴赏水平，学生有机会作近距离接触，同时是銮中发展成为博物馆和美术馆的桥梁。

## 荣誉
高秉益曾获得了不少教育奖。
- 2011年荣获新加坡南洋理工大学颁发优秀指导教师荣誉奖[5]。
- 2016年获颁中国南京艺术学院海外拓展奖[5]。
- 2018年获颁The One Academy马来西亚卓越美术导师终身成就奖[17]。
- 2020年荣获郭鹤尧精神奖[18]。
- 2022年荣获教总第12届沉慕羽教师奖[19]。